# Rede Latino-Americana de Film Commission
A Rede Latino-Americana de Film Commission (em inglês, LAFCN - Latin American Film Commission Network) é uma entidade que congrega as comissões fílmicas da América Latina. 
Atualmente, a rede reúne film commissions da Argentina, Brasil, cujos membros são a Rede Brasileira de Film Commissions, a Rio Film Commission e a São Paulo Film Commission, Uruguai, Chile, Colômbia, Peru, Equador, Panamá e México. Seu objetivo institucional é promover esses escritórios para fomento de novos negócios da indústria audiovisual latino-americana no mundo.

## Histórico
A organização foi criada em 2010, , em Florianópolis, durante a 14ª edição do festival Florianópolis Audiovisual Mercosul (FAM), por iniciativa da Associação Brasileira de Film Commissions (Abrafic) e da Buenos Aires Comisión de Filmaciones (Argentina). O segundo encontro aconteceu em São Paulo, em 2011, e o terceiro, também em 2011, foi em Buenos Aires, durante o festival de cinema Ventana Sur.
Na reunião de Buenos Aires, os representantes de 13 comissões fixaram o objetivo de estabelecer um marco legal para a entidade e formalizar a sua fundação num encontro a ser realizado em Montevidéu.